# Liliana Cá
Liliana da Silva Cá (Barreiro, 5 de noviembre de 1986) es una deportista portuguesa que compite en atletismo, especialista en la prueba de lanzamiento de disco.
Ganó una medalla de bronce en el Campeonato Europeo de Atletismo de 2024. Participó en los Juegos Olímpicos de Tokio 2020, ocupando el quinto lugar en su especialidad.

## Palmarés internacional
| Campeonato Europeo | Campeonato Europeo | Campeonato Europeo | Campeonato Europeo |
| Año                | Lugar              | Medalla            | Prueba             |
| ------------------ | ------------------ | ------------------ | ------------------ |
| 2024               | Roma (Italia)      | Medalla de bronce  | Disco              |